# Архипенко Василь Альбертович
Василь Альбертович Архипенко  (28 січня 1957) — радянський легкоатлет, олімпійський медаліст.

## Виступи на Олімпіадах
| Олімпіада   | Дисципліна                    | Місце |
| ----------- | ----------------------------- | ----- |
| Москва 1980 | біг на 400 метрів з бар'єрами | 2     |